# 다이아몬드 힐역
다이아몬드 힐 역 (Diamond Hill), 또는 쥔섹산역 (중국어 정체자: 鑽石山, 광둥어 예일: Jyun sehk sāan, Jyun Sehk Saan)은 홍콩 MTR 군통 선과 튄마선의 지하철역이다. 가우룽 북부 다이아몬드힐에 위치해 있으며 플라자 할리우드 개발단지에 속해 있다. 역의 상징색은 진한 회색에 은색 가루가 흩뿌려진 색으로 다이아몬드를 의미한다.
2021년 6월에 튄마선노선의 카이탁역과 타이와이역 구간이 추가 개통하면서 환승역이 되었다.

## 역 구조

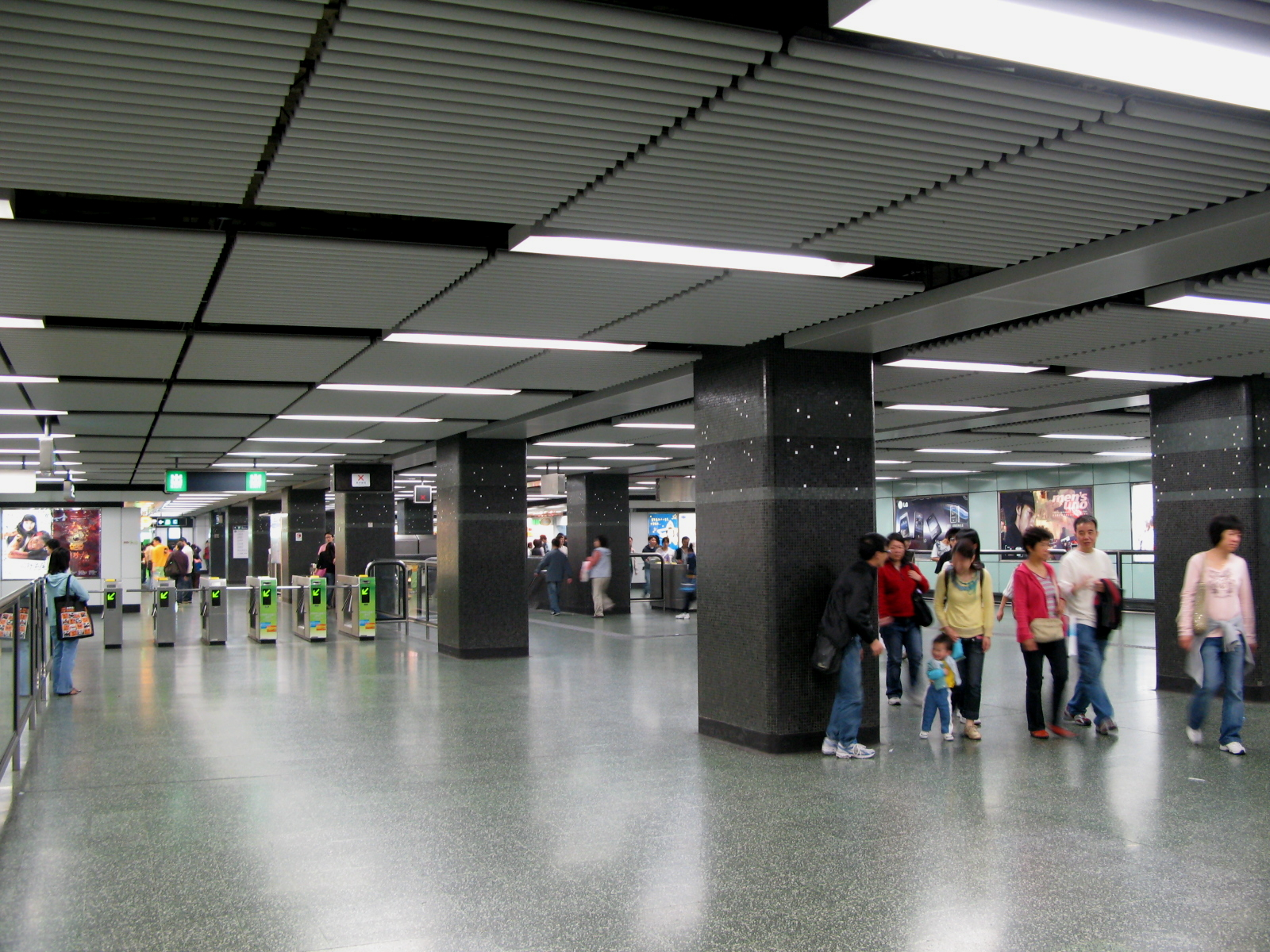
다이아몬드 힐 역 대합실

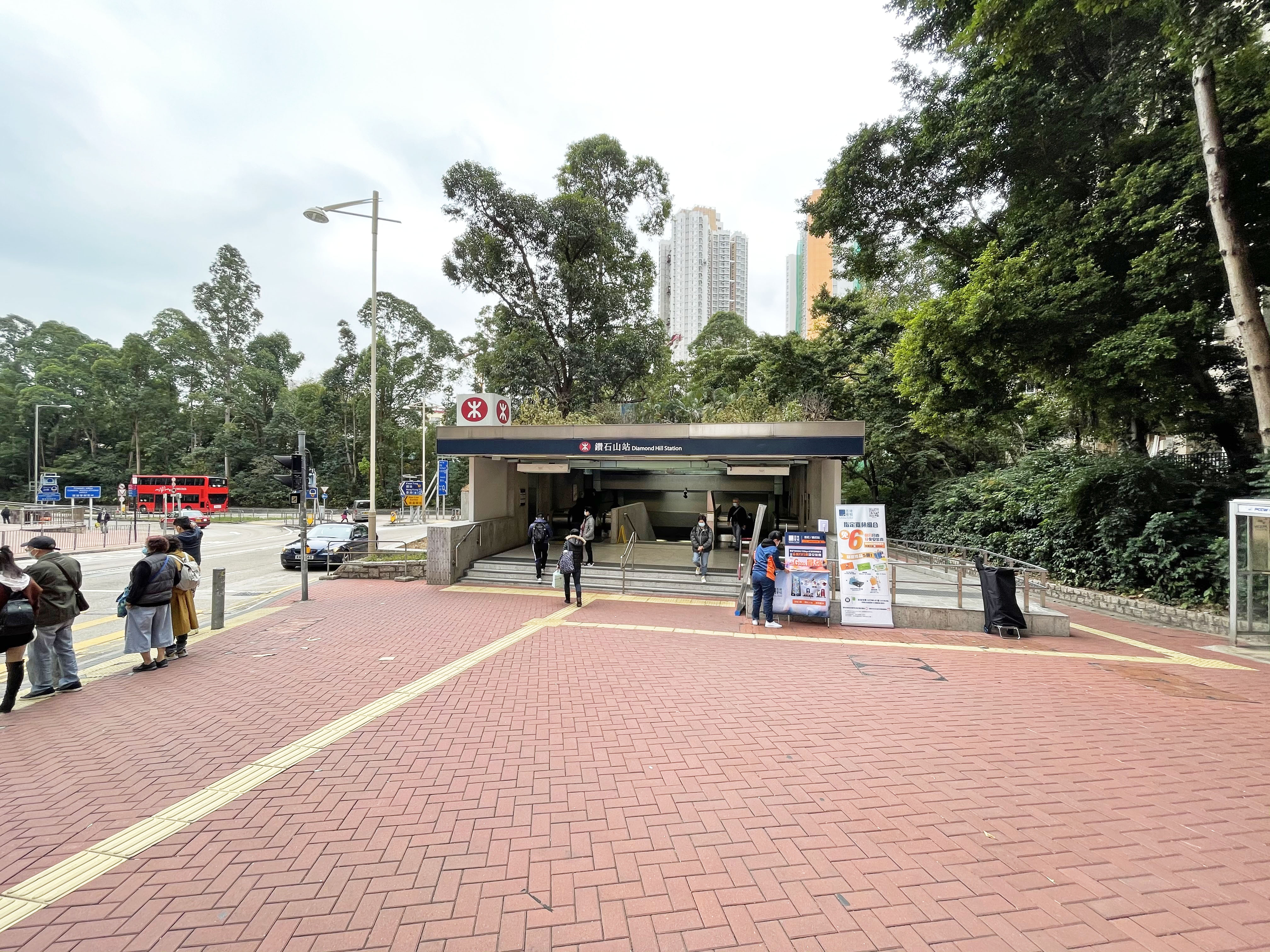
다이아몬드 힐 역 A1 출구

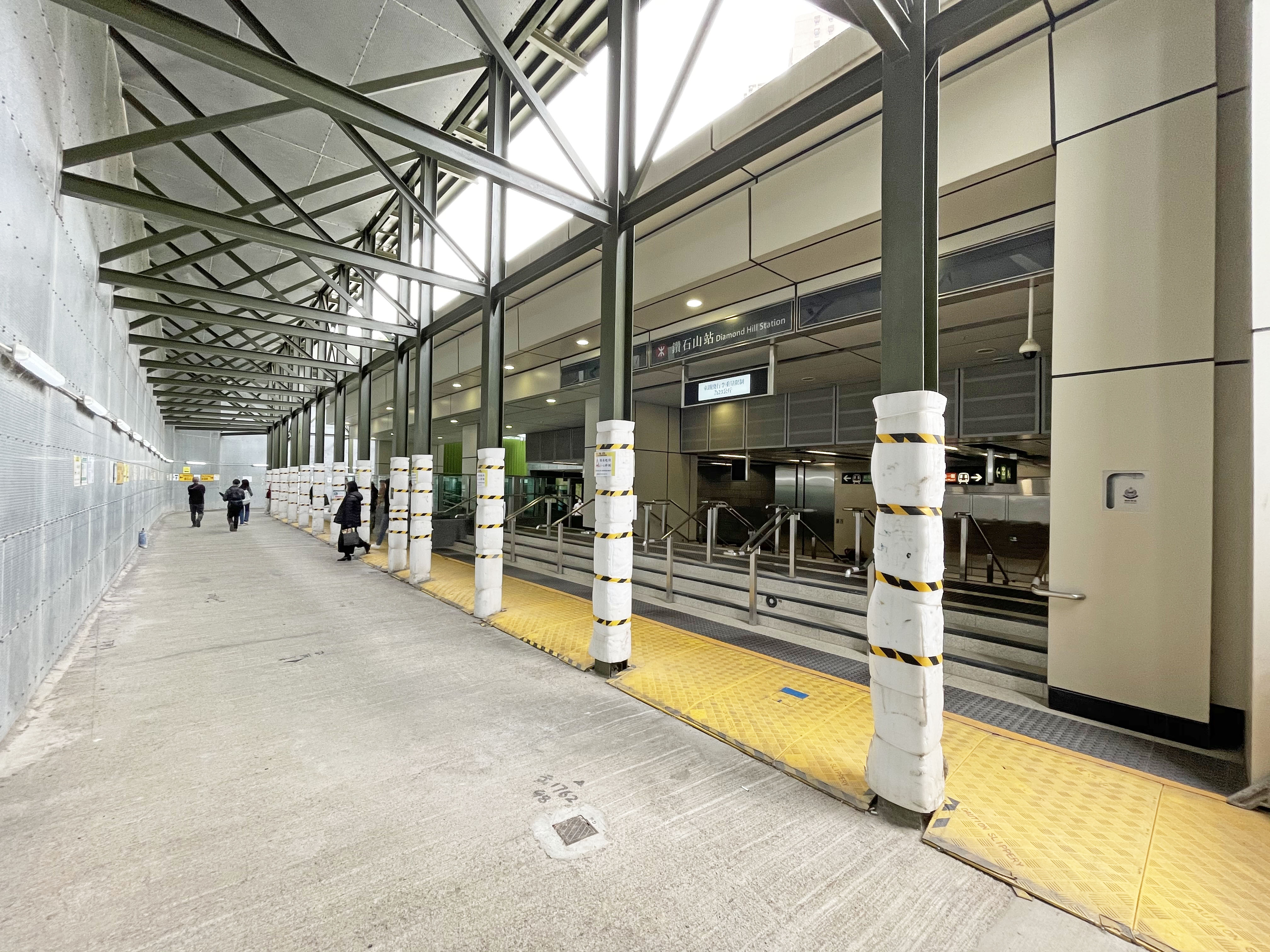
다이아몬드 힐 역 A2 출구

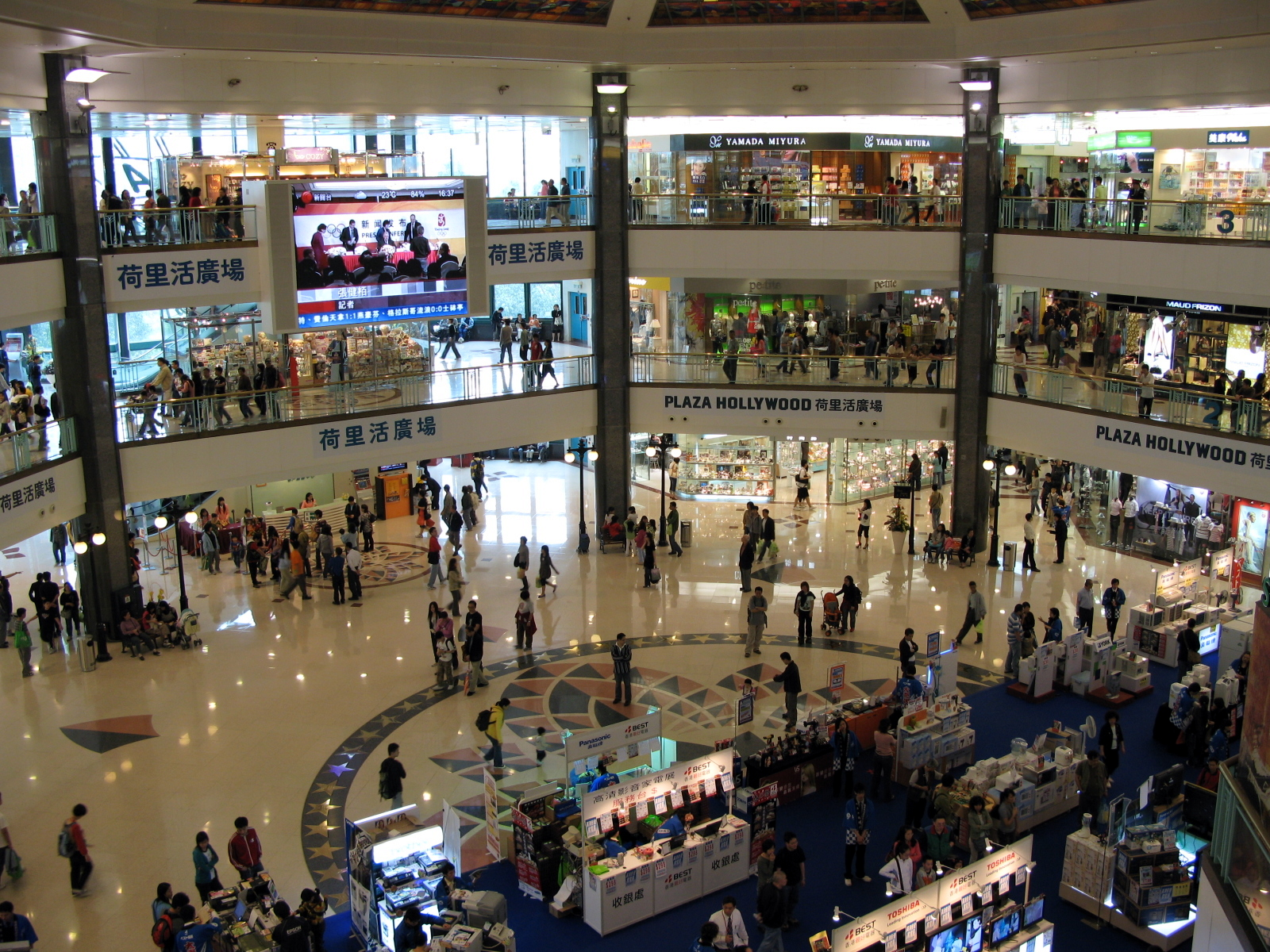
플라자 할리우드

1번 승강장과 2번 승강장이 하나의 섬식 승강장을 공유한다. 1979년 다이아몬드 힐 역을 지을 당시 둥가우룽 선 승강장으로 쓰기 위해 남겨둔 공간이 지금까지도 보존되어 있다. 이 공간은 군통 선 승강장의 광고판 너머를 잘 보면 찾아볼 수 있다. 이밖에도 튄마선노선이 2021년 개통되면서 섬식 승강장이 하층부에 하나 더 생겼다.